# Élections législatives de 2020 en Oregon
Les élections législatives de 2020 en Oregon ont lieu le 3 novembre 2020 afin d'élire les 60 membres de la Chambre des représentants de l'État américain d'Oregon.

## Système électoral
La Chambre des représentants de l'Oregon est la chambre basse de son parlement bicaméral. Elle est composée de 60 sièges pourvus pour deux ans au scrutin uninominal majoritaire à un tour dans autant de circonscriptions.

## Résultats
| Partis                   | Partis                   | Voix      | %     | +/- | Sièges | +/-           |
| ------------------------ | ------------------------ | --------- | ----- | --- | ------ | ------------- |
|                          | Parti démocrate (D)      | 1 210 848 | 55,03 |     | 37     | 1             |
|                          | Parti républicain (R)    | 958 075   | 43,54 |     | 23     | 1             |
|                          | Autres partis            | 21 322    | 0,97  |     | 0      | en stagnation |
|                          | Indépendants             |           |       |     | 0      | en stagnation |
|                          |                          |           |       |     |        |               |
| Votes valides            | Votes valides            | 2 190 245 |       |     |        |               |
| Votes blancs et nuls     |                          |           |       |     |        |               |
| Total                    | Total                    | 2 413 890 | 100   | -   | 60     | en stagnation |
| Abstentions              | Abstentions              | 530 698   | 18,02 |     |        |               |
| Inscrits / participation | Inscrits / participation | 2 944 588 | 81,98 |     |        |               |